# Кашкай (футбольный клуб)
«Кашкай» — иранский футбольный клуб, базирующийся в городе Шираз и представляющий футболистов кашкайского происхождения. Входит в лигу Азадеган.

## История
Футбольный клуб «Кашкай» был создан в Ширазе в 2012 году при поддержке кашкайцев, проживающих в Фарсе и других соседних провинциях Ирана. Футбольный клуб имел неплохую репутацию, поскольку 30 сентября 2016 года они, как клуб второго уровня, неожиданно выбили футбольную команду «Персеполис» из 1/32 раунда Кубка Хазфи 2016 и 2017. Обе команды закончили вничью 1-1 в дополнительное время, а «Кашкай» победил «Персеполис» со счётом 6-5 в серии пенальти.
30 сентября 2016 года «Кашкай» произвёл одно из величайших потрясений в истории Кубка Хазфи, одержав победу над командой «Персеполис» по пенальти. Эта победа вывела команду в 1/8 финала, где она играла с «Нью-Баргом» и проиграла со счётом 1-0.

## Состав команды
| Роль              | Имя                       |
| ----------------- | ------------------------- |
| Менеджер          | Ашкан Наджафпур           |
| Главный тренер    | Голамреза Энаяти          |
| Ассистент тренера | Мохаммад Хасан Раджабзаде |
| Ассистент тренера | Рашид Тахмасеби           |